# 新塞利夫卡 (費多里夫卡市鎮)
47°34′59″N 36°25′44″E / 47.58306°N 36.42889°E
新塞利夫卡（烏克蘭語：Новоселівка）是位於烏克蘭東南部的村莊，由扎波羅熱州波洛希區的費多里夫卡市鎮負責管轄。該村始建於1863年，面積1.66平方公里，海拔高度124米，2001年人口619，人口密度每平方公里372.9人。